# Trogon melanocephalus
Trogon melanocephalus (лат.) — вид птиц семейства трогоновые. Встречается в Белизе, Коста-Рике, Сальвадоре, Гватемале, Гондурасе, Мексике и Никарагуа.

## Описание
Длина трогона — 28 сантиметров, а масса — около 89,4 г. У самцов и самок ярко-жёлтая нижние часть тела с узкой белой полосой, отделяющей жёлтый цвет от темной груди. Отличительные признаки включают темный глаз, окруженный голубым глазным кольцом, и черные рулевые перья с широкими белыми кончиками. У самцов черные голова и грудь с сине-зеленым отливом на затылке, спине и крыльях. Самки похожи, но более тускло-жёлтые внизу и серые наверху, без сине-зеленого блеска у самцов.

### Рацион
Трогоны едят как фрукты, так и насекомых.

## Размножение
Трогоны откладывает 2—3 белых яйца, которые инкубируются в течение 17 дней. Птенцы способны к полету через 16-17 дней после вылупления.